# Chilok
Chilok (russisch Хилок) ist eine Stadt in der Region Transbaikalien (Russland) mit 11.539 Einwohnern (Stand 14. Oktober 2010).

## Geographie

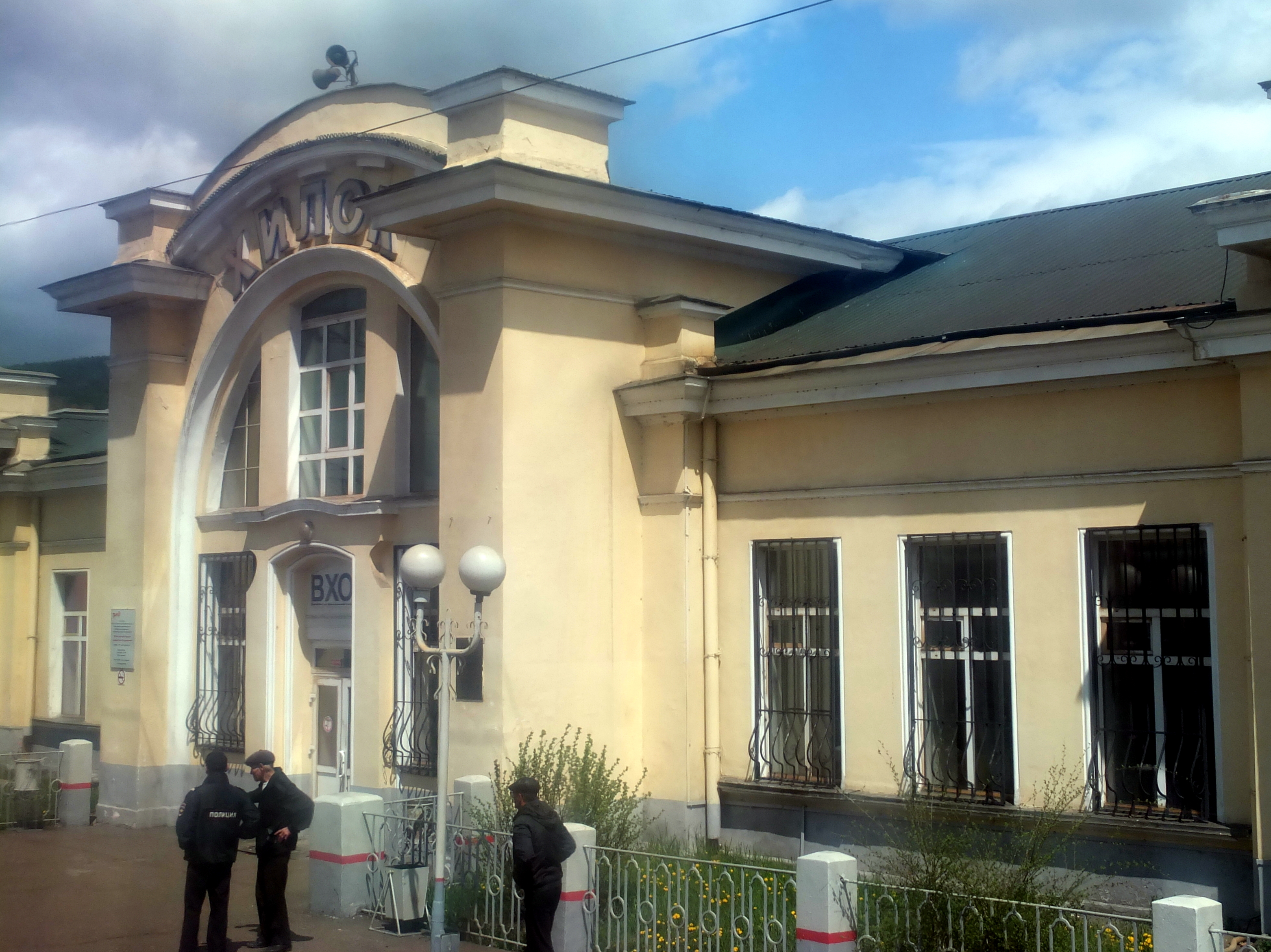
Bahnhof Chilok

Die Stadt liegt zwischen Zagan-Churtei-Kamm und Jablonowygebirge, etwa 260 km westlich der Regionshauptstadt Tschita, am Fluss Chilok, einem rechten Nebenfluss der Selenga.
Die Stadt Chilok ist Verwaltungszentrum des gleichnamigen Rajons.
Chilok ist Station der Transsibirischen Eisenbahn (Streckenkilometer 5934 ab Moskau). Durch die Stadt führt die Fernstraße M55 Irkutsk–Tschita.

## Geschichte
Chilok entstand 1895 beim Bau des Transbaikalabschnittes der Transsibirischen Eisenbahn und entwickelte sich nach dessen Eröffnung 1900 als Stationssiedlung. Benannt wurde der Ort nach dem gleichnamigen Fluss (von ewenkisch kilka für Schleifstein). 1951 erhielt Chilok Stadtrecht.

### Bevölkerungsentwicklung
| Jahr | Einwohner |
| ---- | --------- |
| 1939 | 14.836    |
| 1959 | 15.855    |
| 1970 | 12.818    |
| 1979 | 14.203    |
| 1989 | 13.858    |
| 2002 | 11.152    |
| 2010 | 11.539    |

Anmerkung: Volkszählungsdaten

## Kultur und Sehenswürdigkeiten
Beim Dorf Gyrschelun (15 km östlich, Bahnstation) wurde eine altsteinzeitliche Siedlung ausgegraben.

## Wirtschaft
In Chilok als Zentrum eines Landwirtschaftsgebietes gibt es Betriebe der Lebensmittelindustrie, daneben Holzwirtschaft und Eisenbahnwerkstätten.